# Frente de Participación del Irán Islámico
El Frente de Participación del Irán Islámico (en persa: جبهه مشارکت ایران اسلامی‎; Jebheye Mosharekate Iran-e Eslaami) fue un partido político reformista en Irán. A veces se lo describió como el miembro más dominante dentro del Frente 2 de Khordad.
El partido obtuvo 189 de los 290 escaños (65%) en el sexto Majlis.
A raíz de las protestas del Movimiento Verde, se revocó su licencia y posteriormente se prohibió al partido participar en las elecciones.

## Historia y perfil
Fundado a finales de 1998, el lema principal del IIPF era "Irán para todos los iraníes" (en persa: ایران برای همه ایرانیان). Aunque respaldaba al Islam, la religión oficial de Irán, el partido estaba entre los difusores de la democracia en Irán. Sin embargo, algunos miembros del frente pertenecían a diferentes facciones e ideologías; como lo describe Saeed Hajjarian, es "el partido entre los dos Abbas" (en persa: حزب بین‌العباسین), refiriéndose a la brecha entre el derechista Abbas Duzduzani y el izquierdista Abbas Abdi).
Fue dirigido por el ex secretario general del partido, Mohammad Reza Khatami (hermano de Mohammad Khatami, quinto presidente de Irán) antes de la elección de Mohsen Mirdamadi como nuevo secretario general en el noveno congreso. En 2004, el Consejo de Guardianes prohibió a Mohammad Reza Khatami, junto con otros miembros destacados como Elaheh Koulaei, Mohsen Mirdamadi y Ali Shakouri-Rad presentarse a las elecciones parlamentarias. En la primavera de 2005, este partido apoyó a Mostafa Moin en las elecciones presidenciales junto con su diario no oficial Eqbal, que fue disuelto en julio de 2005.

## Miembros
El centro de decisión del partido es el Consejo Central, que cuenta con treinta miembros. Algunos de los miembros incluyen:
- Mohammad Reza Khatami
- Saeed Hajjarian
- Elaheh Koulaei
- Mostafa Tajzadeh
- Mohsen Mirdamadi
- Abdollah Ramezanzadeh
- Safdar Hosseini
- Ali Shakouri-Rad
- Jalal Jalalizadeh
- Ahmad Shirzad
- Hadi Ghabel
- Davoud Soleymani
- Saeed Shirkavand

## Ilegalización
Tras las protestas posteriores a las elecciones de 2009, el gobierno suspendió al partido junto con la Organización Muyahidín de la Revolución Islámica de Irán en abril de 2010. Unas semanas antes, en marzo, el poder judicial iraní prohibió el partido y cerró su oficina cuando estaba previsto celebrar su reunión anual. El partido calificó la acción como "un acto ilegal". En octubre, el partido declaró que la Sección 27 del Tribunal General de Teherán anuló la decisión de la Comisión del Artículo 10 del Ministerio del Interior, responsable de conceder licencias a los partidos políticos en Irán. El 27 de  septiembre de 2010, el fiscal general dijo a la prensa que el partido estaba disuelto y no se le permitía realizar ninguna actividad. El partido anunció que no había recibido notificación de ningún veredicto judicial de ese tipo y que, por lo tanto, no podía ser ejecutado, y solicitó la posibilidad de apelar. En noviembre de 2011, el Ministerio del Interior declaró que el partido no podía postularse para escaños parlamentarios en las elecciones de 2012, porque se le revocó la licencia.